# Geolyces polyglossa
Geolyces polyglossa là một loài bướm đêm trong họ Geometridae.